# Pteridomyces roseolus
Pteridomyces roseolus är en svampart som beskrevs av Boidin & Lanq. 1983. Pteridomyces roseolus ingår i släktet Pteridomyces och familjen Atheliaceae.   Inga underarter finns listade i Catalogue of Life.